# Marco Filippeschi
Marco Filippeschi (Fauglia, 2 luglio 1960) è un politico italiano, sindaco di Pisa dal 2008 al 2018.
È stato anche presidente della provincia di Pisa dal 2014 al 2018, oltreché deputato dal 2001 al 2008.

## Biografia
Marco Filippeschi è nato a Luciana, frazione del comune di Fauglia. Sposato con Marzia Raffaelli, è padre di due figlie, Chiara e Marta. Abita a Pisa, nel quartiere di Sant'Antonio. È diplomato perito, in Fisica industriale, a pieni voti e ha studiato Storia moderna e contemporanea nel corso di laurea della Facoltà di Lettere e Filosofia dell'Università di Pisa. Dal 22 gennaio 2010 al 29 dicembre 2018 è stato presidente nazionale dell'associazione Legautonomie. Dal 9 novembre 2018 è stato eletto Presidente di Legautonomie Toscana (ALI-Autonomie Locali Italiane). È dipendente dell’associazione Legautonomie (ALI-Autonomie Locali Italiane) con la qualifica di dirigente. È iscritto all'albo speciale dell'Ordine dei giornalisti del Lazio e dirige la rivista on line dell'associazione Legautonomie Governare il territorio.

### Carriera politica

#### Prima attività politica
Eletto come rappresentante degli studenti universitari nel Comitato di gestione del Diritto allo Studio e come componente della segreteria provinciale dal 1980, sarà Segretario provinciale della Fgci dal 1983 al 1985 e membro della Direzione nazionale della stessa organizzazione; nel 1985 entra a far parte dell'organico della Federazione comunista pisana e sviluppa le competenze di organizzatore del partito politico, di progettazione e comunicazione politica. Dal 1981 al 1986 è stato consigliere comunale del Comune di Fauglia e ha svolto il ruolo di capogruppo consiliare della lista di maggioranza.

#### A Pisa (1988-2001)
Nel 1988 viene eletto segretario cittadino di Pisa ed entra a far parte della segreteria della Federazione. Con la sua segreteria si costituisce l'Unione comunale di Pisa, la prima formatasi in Toscana secondo il nuovo Statuto del partito. Dal 1990 è stato consigliere comunale di Pisa, eletto due volte da capolista e come consigliere anziano per i mandati 1994-1999 e 1999-2003 e in questa veste ha svolto le funzioni di Presidente del Consiglio Comunale fino all'approvazione dello Statuto comunale.
Nella realtà locale è stato tra i protagonisti della nascita del Partito Democratico della Sinistra, come referente provinciale dei sostenitori della mozione allora presentata da Achille Occhetto. Dopo il Congresso di fondazione del Pds, nel 1991, è stato coordinatore della segreteria della Federazione e responsabile dell'organizzazione e delle autonomie locali. È stato promotore a Pisa del Comitato a sostegno dei primi referendum elettorali, con Enrico Letta, Federico Gelli e Paolo Lorenzi, prima aggregazione verso i Comitati Prodi e l'Ulivo pisano.
Nel 1992 è stato uno dei fondatori dell'associazione “L'Osservatorio”, Comitato pisano per la lotta contro le illegalità e la criminalità organizzata. Dal maggio 1995 al novembre 2001 è Segretario della Federazione pisana del Pds e dei Democratici di Sinistra, ha fatto parte della Direzione regionale del partito e ha coordinato le forze politiche dell'Ulivo della provincia di Pisa. Dal Congresso di Torino è eletto componente della Direzione nazionale dei Ds.

#### Alla Camera dei Deputati (2001-2008)
È stato eletto deputato dell'Ulivo per la XIV legislatura nel collegio n. 17 di Pontedera (Val d´Era – Val di Cecina – Colline Pisane), componente della XIV Commissione permanente “Politiche dell'Unione Europea”.
È stato eletto deputato per la seconda volta nelle elezioni del 9 e 10 aprile 2006, per la XV legislatura, come candidato nella lista dell'Ulivo della circoscrizione regionale toscana. È stato confermato come componente della XIV Commissione permanente.
Nel congresso regionale di Livorno del 2001 è stato eletto segretario regionale dei Ds toscani e in questa qualità è stato eletto presidente della Conferenza nazionale dei segretari regionali e delle federazioni metropolitane dei Ds.
Nel congresso regionale di Tirrenia del 2005 è stato rieletto alla guida dei Ds toscani e dopo il Congresso nazionale è entrato a far parte della nuova Direzione nazionale del partito.
È stato eletto il 17 luglio 2006 componente della Segreteria Nazionale dei Ds come Responsabile del Dipartimento Politiche Istituzionali e il 14 ottobre 2006 ha lasciato la segreteria dei Ds toscani.
Dopo il Congresso nazionale di Firenze, il 15 maggio 2007 è stato eletto componente dell'Esecutivo Nazionale dei Ds e del Comitato Politico nazionale del partito, con la conferma della responsabilità per le Politiche Istituzionali.
È stato responsabile nazionale del Partito Democratico per le politiche per la Pubblica Amministrazione.

#### Sindaco di Pisa (2008-2018)
Si è presentato alle elezioni amministrative di Pisa del 2008 alla guida di una coalizione di centro-sinistra formata da Partito Democratico, Partito Socialista, Italia dei Valori ed una lista civica riuscendo ad accedere al ballottaggio dopo aver raccolto 47,40% delle preferenze e riuscendo in seguito a sconfiggere al secondo turno Patrizia Paoletti Tangheroni candidata del centro-destra sostenuta da Il Popolo delle Libertà, Lega Nord, Monarchici Uniti e una lista civica raccogliendo il 53,09% dei voti.
È stato eletto presidente del Patto di maggioranza fra i soci di natura pubblica della “Società Aeroporto Toscano” S.p.A. e di “Toscana Energia” S.p.A. Confermato nell'anno 2013 per un altro triennio.
È stato il primo Presidente della società sportiva A.C. Pisa 1909, nata il 23 luglio 2009 e costituita in comune per azione dello stesso Filippeschi con l'obiettivo di iscriverla al campionato di Serie D. Il sindaco ha contestualmente avviato contatti con i soggetti imprenditoriali, appartenenti al territorio della provincia e non, che hanno manifestato l'intenzione di acquisire la società.
È stato eletto Sindaco di Pisa per un secondo mandato il 26 maggio 2013, al primo turno di voto raccogliendo il 53,51% dei voti alla guida di una coalizione di centro-sinistra formata da Partito Democratico, Sinistra Ecologia Libertà, Italia dei Valori e le liste civiche In Lista per Pisa e Riformisti per Pisa. Ha concluso il secondo mandato di Sindaco il 27 giugno 2018.
Ha promosso il “Patto di Comunità per lo sviluppo e la coesione sociale”, la sperimentazione di un nuovo rapporto fra Comune, aziende private e privato sociale per la programmazione di progetti di utilità pubblica che si rifà all'esperienza di Adriano Olivetti e all'esigenza di affermare un'economia di comunità.
È stato promotore del festival “Green City Energy”, rassegna annuale sull’impiego delle energie rinnovabili nelle città.
Ha ideato e promosso, insieme ai rappresentanti del CNR e delle università pisane e alla Regione Toscana, l'Internet Festival, evento annuale sui temi e le prospettive della rivoluzione digitale e, con la Fondazione Arpa, presieduta dal professor Franco Mosca, il Festival Internazionale della Robotica.
Il 26 settembre 2013 è stato designato dalla Conferenza Unificata Stato-Regioni, città e autonomie locali quale componente della Cabina di regia per l'attuazione dell'Agenda Digitale Italiana, proposto dall'ANCI quale unico rappresentante dei comuni d'Italia.
Il 16 dicembre 2014 è stato nominato, su proposta del Presidente dell'ANCI Piero Fassino, delegato nazionale dell'associazione dei comuni per l'Innovazione tecnologica e le attività produttive
Ha rappresentato il Comune di Pisa nelle associazioni di promozione dei programmi europei “Polis” e “Eurocities”.
Ha aderito al Patto dei Sindaci dell'Unione Europea per l'uso di energie rinnovabili e per l'efficienza energetica e approvato il SEAP previsto.

#### Presidente della Provincia di Pisa (2014-2018)
Il 12 ottobre 2014 è stato eletto presidente della Provincia di Pisa.
Eletto Presidente dell'Unione delle nuove Province Italiane della Toscana il 4 marzo 2015 e successivamente il 15 maggio 2015, quale Sindaco-Presidente di Provincia, è stato eletto vicepresidente nazionale dell'Unione delle nuove Province Italiane.

#### Altri incarichi
- È stato eletto presidente[19] del Consiglio delle Autonomie Locali della Toscana.
- È stato eletto presidente dell'Ambito Territoriale Ottimale della costa toscana per la gestione del ciclo dei rifiuti, composto da 111 comuni e, successivamente, presidente del Consiglio direttivo dello stesso Ambito.
- È stato eletto il 22 gennaio 2010, nel XV Congresso nazionale svoltosi a Firenze, Presidente nazionale dell'associazione fra gli enti locali “Legautonomie”[20]. Il 14 febbraio 2015 è stato rieletto Presidente Nazionale di Legautonomie[21] e ha guidato l’associazione fino al 27 dicembre 2018[22]. Il 9 novembre 2018 è stato eletto Presidente di Legautonomie Toscana[23].
- È stato eletto Coordinatore nazionale dei Consigli delle Autonomie Locali il 22 giugno 2011[24].
- L'8 febbraio 2014, nell'assemblea annuale svoltasi nel Palazzo Chigi di Ariccia, è stato eletto vicepresidente dell'associazione nazionale "Città per la Fraternità".
- Il 20 febbraio 2015, in occasione della Conferenza Internazionale sui modelli sostenibili di gestione delle acque organizzata dalla "Diputaciò" di Barcellona, è stato eletto Presidente dell'organizzazione internazionale Netwerc H2O[25].
- Eletto, per turnazione, Presidente della Comunità del Parco regionale Migliarino-San Rossore-Massaciuccoli il 19 marzo 2015.
- Ha fatto parte del Consiglio di Amministrazione dell'associazione “Focus Europe. Laboratorio progettuale per l'integrazione europea”.
- Con Elio Matassi, Carmelo Meazza e Vannino Chiti ha diretto la rivista “Inschibboleth - Idee per un nuovo orizzonte della laicità. Filosofie per una riforma della politica".
- Ha fatto parte del Comitato editoriale e ha collaborato con la rivista nazionale “Gli Argomenti Umani – Sinistra e innovazione”, diretta da Andrea Margheri.

## Riconoscimenti
Il 14 giugno del 2009 ha ricevuto il premio “Oscar della Politica”, concesso dai Giovani Imprenditori della CNA Toscana quale “Amministratore Innovatore”.
Il 2 giugno 2012 gli è stata conferita dal presidente Giorgio Napolitano l'Onorificenza al merito della Repubblica Italiana di “Commendatore”.
Il 18 aprile del 2012 è stato nominato dal Comitato Italiano dell'UNICEF come "sindaco difensore dell'infanzia".